# جراحة العين
جراحة العين (بالإنجليزية: Eye surgery)‏ هي العمل الجراحي الذي يُجرى على العين وملحقاتها، من قبل طبيب العيون عادةً. العين عضو هش للغاية، ويتطلب عناية فائقة قبل وأثناء وبعد العمل الجراحي، وذلك للإقلال قدر الإمكان من أي أضرار مستقبلية أو منعها بالكامل. جراح العيون الخبير هو المسؤول عن انتقاء الإجراء الجراحي الأنسب للمريض واتخاذ إجراءات السلامة المطلوبة. ذُكرت جراحة العيون في العديد من النصوص القديمة التي تعود إلى عام 1800 قبل الميلاد، مع بدء علاج الساد في القرن الخامس قبل الميلاد. ولا تزال الجراحة تُمارس اليوم على نطاق واسع إذ طُورت أساليب مختلفة لعلاج المشاكل العينية.

## التحضيرات والاحتياطات
نظرًا لتعصيب العين الكثيف فإنه من الضروري إجراء التخدير، ونوع التخدير الأكثر استخدامًا هو التخدير الموضعي. غالبًا ما يُجرى التخدير الموضعي باستخدام جِل الليدوكائين في العمليات السريعة. ونظرًا إلى أن التخدير الموضعي يتطلب أن يكون المريض متعاونًا، فغالبًا ما يُلجأ إلى التخدير العام لدى الأطفال أو في حال الإصابات العينية الرضية أو بضع الحجاج أو في حالة المرضى القلقين.
يراقب الطبيب المسؤول عن التخدير أو الممرضة أو فني التخدير مع خبرة في تخدير العين الجهازَ القلبي الوعائي لدى المريض. تُتخذ إجراءات العقامة لتحضير المنطقة للجراحة وتقليل خطر حدوث الإصابة الخمجية (العدوى). تتضمن هذه الإجراءات استخدام المطهرات مثل بوفيدون اليود والشانات المعقمة والأردية والقفازات.

## جراحة العين بالليزر
على الرغم من استخدام مصطلحي جراحة العيون بالليزر وعمليات تصحيح أسواء الانكسار بالتبادل، لكن الأمر ليس كذلك. إذ يمكن استخدام الليزر لعلاج الحالات غير الانكسارية (لإصلاح تمزق في الشبكية على سبيل المثال). جراحة العين بالليزر أو جراحة القرنية بالليزر هي إجراء طبي يُستخدم لإعادة تشكيل سطح العين لتصحيح الحسر (قصر النظر) والطمس (مد البصر) واللابؤرية (عدم تساوي انحناءات سطح العين). الأهم من ذلك أن جراحة تصحيح أسواء الانكسار لا تصلح لدى الجميع، إذ يجد بعض الناس أنهم ما زالوا بحاجة النظارة الطبية بعد الجراحة.
تشمل التطورات الحديثة أيضًا الإجراءات التي تُغير لون العين من البني إلى الأزرق.

## جراحة الساد
الساد هو ظهور عتامة أو غشاوة في الجسم الزجاجي نتيجة الشيخوخة أو المرض أو الرض، ما يمنع الضوء من تشكيل خيال واضح على الشبكية. في حال كانت القدرة البصرية متدنية، فقد يتطلب الأمر إجراء جراحة لاستئصال العدسة المصابة بالساد وزراعة عدسة بلاستيكية داخل العين. نظرًا إلى ارتفاع معدلات الإصابة بالساد، فإن جراحته تُعتبر من أكثر جراحات العين شيوعًا. يوصى عادةً بالراحة بعد الجراحة.

## جراحة الزرق
الزرق هو عبارة عن مجموعة من الأمراض التي تصيب العصب البصري وتؤدي إلى فقدان الرؤية، وغالبًا ما تتجسد بارتفاع الضغط داخل العين. يوجد العديد من أنماط جراحة الزرق وتساعد هذه التنوعات والتركيبات في تسهيل خروج الخلط المائي والتخفيف من الضغط داخل العين، ويعتمد القليل من هذه الإجراءات على إيقاف إنتاج الخلط المائي.

### رأب القناة (تصنيع القناة)
رأب القناة هو إجراء متقدم غير نافذ مصمم لتحسين التصريف ضمن جهاز التصريف العيني الطبيعي وذلك بهدف تحقيق انخفاض مستمر في الضغط داخل العين. يُجرى رأب القناة باستخدام التكنولوجيا المجهرية ضمن إجراء بسيط وغير غازٍ. لرأب القناة، يُجري طبيب العيون شقًا صغيرًا للوصول إلى القناة في العين. توضع قثطرة مجهرية في القناة حول القزحية، ما يؤدي إلى توسيع قناة التصريف الرئيسية والقنوات الجامعة الأصغر، ثم تُحقن مادة معقمة تشبه الجِل تسمى المادة اللزجة المرنة. تُزال القثطرة بعد ذلك ثم تخاط القناة وتُشدّ. يُخفض الضغط داخل العين عن طريق فتح القناة.

## جراحة تصحيح أسواء الانكسار
تهدف هذه الجراحة إلى تصحيح أي خلل انكسار في العين وتقليل الحاجة إلى عدسات مصححة أو إلغائها.
- تصحيح تحدّب القرنية (أو نحت القرنية أو تقويم القرنية): هو وسيلة لإعادة تشكيل سطح القرنية وتغيير قوته البصرية. يُستأصل جزء من القرنية على شكل قرص، ويُجمد بسرعة، وتُمخرَط الأرضية، وتستعاد القوة الأصلية.
- رأب القرنية الصفاحي الآلي
- تصحيح تحدّب القرنية في الموضع باستعمال الليزر (ليزك)[10]
- تصحيح تحدّب القرنية تحت الظهاري باستخدام الليزر
- اقتطاع القرنية باستخدام كروموفور ضوئي الانكسار[11]
- رأب القرنية الحراري باستخدام الليزر
- رأب القرنية التوصيلي باستخدام تردد الموجات الراديوية لتقليص كولاجين القرنية. يُستخدم لمعالجة مد البصر الخفيف أو متوسط الشدة
- الشقوق الحوفية المرخية لتصحيح اللابؤرية الخفيفة
- بضع القرنية اللابؤري، أو بضعع القرنية القوسي، أو بضع القرنية المستعرض
- بضع القرنية التشعيعي[12]
- بضعع القرنية السداسي
- الحلقات داخل القرنية أو القطع الحلقية القرنية
- عدسات لاصقة قابلة للزرع
- إبطال قصو البصر (مد البصر الشيخي)
- بضع الصلبة الأمامي الهدبي
- جراحة تدعيم الصلبة لتخفيف الحسر التنكسي

## جراحة عضلية العين
تعد جراحة عضلية العين ثالث أكثر عمليات العين شيوعًا في الولايات المتحدة بنحو 1.2 مليون عملية سنويًا.
تتضمن جراحات عضلية العين التي تصلح الحول:
- إجراءات التوهين أو الإرخاء:
- الانحسار الذي يشمل تحريك مرتكز عضلة إلى الخلف بالنسبة لمنشئها
- استئصال العضلة
- بضع العضل
- قطع غمد الوتر
- بضع الوتر
- إجراءات التعزيز أو الشد:
- الاستئصال الجزئي
- تقصير العضلة بالطيّ
- التقديم الذي يشمل تحريك عضلة العين من منشئها إلى موضع أمامي نسبة له
- تبديل الموضع أو تصحيح التوضع
- الجراحة بالتقطيب القابل للتعديل هي وسيلة لإعادة ربط العضلات خارج العين عن طريق غرزة يمكن تقصيرها أو تطويلها في أول يوم بعد العملية الجراحية، وذلك لتحقيق مواءمة أفضل للعين.

## جراحة رأب العين
جراحة رأب العين أو جراحة العين التجميلية هي التخصص الفرعي لطب العيون الذي يتعامل مع إعادة استبناء العين والبنى المحيطة بها. يقوم جراحو تجميل العين بإجراءات مثل إصلاح تدلي الأجفان (رأب الجفن)، وإصلاح التمزقات في القناة الدمعية، وإصلاح الكسور الحجاجية، واستئصال الأورام داخل العين وحولها، وإجراءات تجديد البشرة، بما فيها إعادة تجميل الجلد بالليزر، ورفع العين، ورفع الجبهة، وحتى شد الوجه. الإجراءات الشائعة هي:

### جراحة الجفن
- رأب الجفن، وهو جراحة تجميلية على الأجفان تهدف إلى إزالة الجلد الزائد أو الشحم تحت الجلد. يُستخدم رأب الجفن في شرق آسيا، والذي يُعرف باسم جراحة الأجفان المزدوجة، لإنشاء طية جفنية مزدوجة عند المرضى الذين لديهم طية واحدة.[14]
- إصلاح الإطراق (تدلي الأجفان)
- إصلاح الشتر الخارجي
- إصلاح الشتر الداخلي
- قطع اللحاظ
- استئصال اللحاظ، لإزالة الأنسجة عند تقاطع الجفنين العلوي والسفلي
- تفريق اللحاظ، وهو جراحة تجميلية للحاظ
- رفو اللحاظ، وهو خياطة اللحاظ الخارجي لتقصير الشق الجفني
- بضع اللحاظ، وهو التقسيم الجراحي للحاظ، ويُجرى على اللحاظ الخارجي عادةً[15]
- بضع اللحاظ الوحشي، وهو التقسيم الجراحي للحاظ الخارجي
- الجراحة التجميلية لما فوق اللحاظ
- خياطة الجفن، وهي الإجراء الذي يُخاط فيه الجفنان معًا بشكل جزئي لتضييق الفتحة (أي الشق الجفني).